# Steginoporella evelinae
Steginoporella evelinae is een mosdiertjessoort uit de familie van de Steginoporellidae. De wetenschappelijke naam van de soort is voor het eerst geldig gepubliceerd in 1949 door Marcus.